# Bata (bóg)
Bata – egipskie bóstwo lokalne przedstawiane w postaci byka.
Czczono je w górnoegipskim nomie kynopolitańskim wraz z Anubisem. O samym kulcie Baty nic bliższego nie wiadomo. W tzw. Papirusie d'Orbiney przedstawiono obydwa bóstwa jako braci antagonistycznie nastawionych do siebie. Zawarta w nim Opowieść o dwóch braciach, powstała w czasach XIX dynastii (kon. XIII w. p.n.e.), mimo wybitnie świeckiego charakteru, odnosić się może do genezy tych bóstw.